# 付き馬屋おえん事件帳
『付き馬屋おえん事件帳』（つきうまやおえんじけんちょう）は、1990年代前半にテレビ東京系で放送された連続テレビ時代劇である。テレビ東京、松竹の共同製作。主演は山本陽子。原作は南原幹雄の『付き馬屋おえん』シリーズ。テレビシリーズ3作のほか舞台版も上演された。

## 作品概要
普段は吉原の仕出し料理屋のおかみ。裏の顔は吉原の遊廓でのツケを取り立てる「付き馬屋」。しかし、吉原の弱き女たちを救うべく闇に隠れた悪を倒すというさらなる裏の顔があった。
郭の借金を払わない客に対しておえんたちは最終的に殺害するとの結論に至るが、借金を払わないという理由だけで殺すのでは、視聴者へ道義的正当性を主張しにくいため、債務者の側が殺されるに値する悪逆非道な行為を行ったというエピソードを（場合においては多少強引な形で）ストーリーに組み込むことで、最終場面で必ず行われるおえんとその配下による殺人行為の正当性が視聴者に承認されるようにストーリーが展開する演出が採られている。
本作と同じ松竹が手がけた『必殺シリーズ』のスタッフが多数参加しており、本作劇中で使われているBGMにも同シリーズの物が流用され、また特に第1シリーズにおいては主題歌をアップテンポにアレンジしたいわゆる「殺しのテーマ」も作られ、毎回のようにクライマックスの立ち回りのシーンで使用された。

## キャスト

### 喜の字屋
おえん
演 - 山本陽子
吉原の仕出し屋「喜の字屋」の女将を表看板に、裏では未払いの遊興費を取り立てる「付き馬屋」を営む。
同業だった父親の急死に伴い、やむなくそのあとを継ぐ。
その父親が得意としていた鍵縄を使った縄術を会得していて、第1部では鍵縄を投げつけて相手を絞殺、第2部では鍵縄で相手の首を絞めて身動きを封じてから針を仕込んだ扇による刺殺、第3部では鍵縄使用の後に帯枕に隠し持った懐剣を殺しに用いる。
又之助
演 - 宅麻伸（第1部）、阿部寛(スペシャル)、小西博之（第2部）、尾美としのり（第3部）
喜の字屋の若い衆の一人で、表の顔は揚屋に料理を運ぶ配達担当。
怪力の持ち主で、立ち回りのときはその力で相手の頸椎をへし折ることもある。
劇中で越後（あるいは佐渡）の漁師の生まれであることが語られている。
浜蔵
演 - 黒田隆哉（第1部、スペシャル）、丹野由之（第2 ・3部）
喜の字屋の若い衆の一人で又之助の後輩。立ち回りの際は棒術を用いて戦う。
新五郎
演 - 山城新伍
表の顔は喜の字屋の花板。おえんの父親である先代の右腕でもあり、今の喜の字屋では番頭格といった役回りである。おえんに惚れているが、主従の関係をわきまえ、表には出さない。立ち回りのときは長ドスを引っさげて相手を斬り殺す。包丁を持つときは左利きだが、長ドスは右手で扱う。

### その他
おしま
演 - 入江若葉
おけい
演 - 長谷川稀世（第1部）
おかつ
演 - 芦川よしみ（第2 ・3部）
おえんの友人。吉原の遊郭経営者の妻たち、いわゆる「有閑マダム」の様相のキャラクターである。
おさと
演 - 林美里（香奈美里）（第1・2部）
おえんの娘。本人も気づいているが、実はおえんとの血のつながりはない。
おさよ
演 - 中山玲（第3部）
第3部でのおえんの娘。第1・2部でのおさとと同様におえんとの血のつながりはなく、実の母親である女郎がおさよを産んですぐに死去したためおえんが引き取り育てている。
おたね
演 - 斉藤絵里（第3部）
おえんやおしまたちと知り合いで、普段は辻占売りをしている。
村木鉄平
演 - 中山仁
面番所同心。おえんに惚れており、何かとモーションをかけてくる。おえんが付き馬屋をしていることを知っており、そのために殺生をしていることも薄々気付いている。

### ゲスト

#### 第1シリーズ（1990年）
第1話「女涙の初恋始末」
- 原田大二郎、松本竜助、西村和彦

第2話「渦吉原恋模様身請け話に泣く女」
- 越前屋 - 福田豊土
- 島田屋 - 石山雄大

第3話「爪の代金五十両」
- おちか - 大塚良重
- 木曽屋 - 原口剛
- 三州屋 - 牧冬吉

第4話「かまいたちの牙」
- 佐原屋市五郎 - 藤岡重慶
- 丸山真穂

第5話「情が仇の暗闇始末」
- 藤紫 - 丸山秀美
- 清水健太郎

第6話「江戸の黒い霧けじめつけさせて貰います」
- 山崎屋 - 石山律雄
- 黒木 - 中田博久
- 八百蔵 - 内田勝正
- 柳綾稀子

第7話「女郎ぐもの罠」
- おとよ - 田島令子
- 磯吉 - 片桐竜次
- 花村屋 - 高峰圭二

第8話「恋飛脚走る」
- おみね - 森口瑤子
- 久保田篤、松本竜助

第9話「吉原悲話 露の情け」
- 富之助 - ひかる一平
- 豊前屋 - 石濱朗
- 藤代美奈子

第10話「おけさは遥か恋の唄」
- 加納屋 - 小林昭二
- 岩間さおり、山本弘

第11話「取り立て無用におじゃりまする」
- 由良右京亮 - 橋本功
- 中津川 - うえだ峻
- 竹野屋 - 楠年明
- 草薙良一、畠山久、岩尾正隆、鈴川法子

最終話「過去から来た女」
- 丁子屋 - 井川比佐志
- 小菊 - 竹井みどり
- 田倉道庵 - 西沢利明
- 丁子屋の女将 - 南田洋子
- 木村栄、桂ざこば

#### スペシャル（1992年）
「美しき女郎蜘蛛の挑戦!」
- 又之助 - 阿部寛
- 七三郎 - 長谷川初範
- おゆう - MIE
- 松前屋熊太郎 - 松田勝

#### 第2シリーズ（1993年）
第1話「吉原御法度破り！」
- おいち - 森崎めぐみ
- 頭師孝雄、小松みゆき、大竹修造、原田清人

第2話「雨に消えたおいらん」
- 朝吉 - 草川祐馬
- 青山知可子、山本清、三浦徳子、椎谷建治、下元年世

第3話「吉原慕情」
- つるじ - 竹井みどり
- 久保田篤、趙方豪

第4話「枕さがしの罠」
- 越前屋 - 西沢利明
- 野平ゆき、真田健一郎

第5話「裏茶屋の秘密」
- 灘屋 - 川合伸旺
- 伏見屋 - 南条弘二
- 丸山真穂

第6話「もう一人の付き馬屋」
- お蝶 - 蜷川有紀
- うえだ峻、石山律雄、牧冬吉、北見唯一

第7話「おいらん地獄」
- おみよ - 古手川伸子
- 清太郎 - 深江卓次
- 遠藤征慈、吉田次昭

第8話「母恋観音を抱く悪党」
- 吉本真由美、井上高志、森山潤久

第9話「女郎の夢」
- 清次郎 - 頭師佳孝
- 吉田美江、原田和代、立川三貴

第10話「火事場泥棒」
- 小鶴 - 守谷佳央理
- 錦屋 - 楠年明
- 斉藤絵里、伊庭剛、草薙幸二郎

第11話「親指百両」
- 富五郎 - 森下哲夫
- ふじの - 栗田よう子
- 奈月ひろ子、浅田祐二

最終話「吉原を潰せ！」
- 鉄之進 - 田村亮
- 遠山左衛門尉 - 梅宮辰夫（特別出演）
- 水野越前守 - 田口計
- 鶴屋 - 芝本正
- 鳥居甲斐守 - 内田勝正
- 山内としお、浜田朱里、レツゴー正児、田畑猛雄、大木聡

#### スペシャル（1993年）
「女の園に散る花咲く花!吉原と大奥の光と影!」
- 玉菊 / お美代の方 - 鳥越マリ
- 松平外記 - 勝野洋
- 政吉 - 彦摩呂
- 宗春 - 遠藤征慈
- 中野播磨守清茂 - 財津一郎

#### 第3シリーズ（1995年）
第1話「たった十日の花嫁」
- 池田誠之助 - 草彅剛
- おはな - 緒川たまき
- 岩田伝十郎 - 長門裕之
- 松居一代、久米明、山下規介、逢坂じゅん、崎津隆介、吾羽七朗、松井紀美江、吉原緑里、矢野いづみ、須永克彦、結城市朗

第2話「乳房千両」
- 越前屋 - 三ツ木清隆
- 小手毬 - 岩本千春
- 但馬屋 - 大林丈史
- 西園寺章雄、住吉正博、真田健一郎、水上保広

第3話「吉原水鏡・涙のおいらん道中」
- 小花 - 神崎恵
- 花田屋の女将 - 服部妙子
- 兼松屋 - 灰地順
- 高橋貴代子、川崎あかね

第4話「女郎になった妻」
- 巳之助 - 森下哲夫
- 奈良屋 - 西山辰夫
- 村上聡美、紅萬子、田中隆三、広瀬義宣、松田明

第5話「女の恨み取り立てます」
- 玉菊 - 未来貴子
- 和泉屋 - 堀内正美
- 伊庭剛、芝本正、井上茂、勝村淳、下元年世、日高久

第6話「忘八地獄」
- 小菊 - 小松みゆき
- 堀場 - 片桐竜次
- 京屋 - 成瀬正孝
- 京屋の番頭 - 南条弘二
- 谷しげる、千代田進一、ひろみどり、結城市朗、小船秋夫

第7話「小蝶哀しや吉原夢見島」
- 檜垣屋 - 西園寺章雄
- ひがし由貴、黒瀧光司、山口朱美、佐藤京一、柳原久仁夫、多賀勝一

第8話「悪党裁く吉原人形」
- おみな - 松永麗子
- 松浪市之進 - 川原和久
- 浦野眞彦、大木晤郎

第9話「吉原色里忍び恋」
- お初 - 森恵
- 巳之吉 - 頭師佳孝
- 山野井草庵 - 高峰圭二
- 金森鉄心 - 立川三貴
- 徳兵衛 - 楠年明
- 真壁晋吾、勝野賢三

第10話「仇討取り立てます」
- 遠山弥七郎 - 塩屋俊
- 佐七 - 伊東達広
- 徳兵衛 - 楠年明
- 伊藤美由紀、山本亜紀子、宮田佳子

第11話「羅生門河岸の女」
- おりき - 絵沢萌子
- 結城屋市兵衛 - 小野武彦
- 堀江奈々、小袖京子、中蔦優文、亀井賢二

最終話「悪女おえんが取り立てます」
- 弥平次 - 深水三章
- 和尚 - 幸田宗丸
- はりた照久、宇多川都、遠藤征慈

## スタッフ
- 原作 - 南原幹雄
- 脚本 - 吉田剛、鴨井達比古、和久田正明、加瀬高之、髙山由紀子、南部英夫、田坂啓、下飯坂菊馬、田村多津夫、松平繁子、保利吉紀、上條逸雄、渡辺善則、古田求、鈴木生朗、藤原緋沙子、山城新伍
- 音楽 - 長部正和（第3シリーズ）
- 監督 - 貞永方久、大州斉、高瀬昌弘、原田雄一、南部英夫、吉田啓一郎、岡屋龍一、杉村六郎、津島勝、山城新伍
- ナレーター - 石丸謙二郎（第3部）
- 主題歌
  - 第1シリーズ - 坂本冬美「雨あがり」（EMIミュージック・ジャパン）
  - 第2シリーズ - 宇多川都「おもいで酒場」（BMGビクター）
  - 第3シリーズ - 宇多川都「愛哀しくて」（BMGビクター）
- 撮影 - 石原興、伊佐山巌、藤原三郎
- チーフプロデューサー - 江津兵太、桜林甫
- プロデューサー - 小川治、鈴木一巳、網野英夫、中嶋等、斉藤立太、堀口貴子、武田功
- 製作協力 - 京都映画、松竹大船撮影所スペシャル（1993年）「美しき女郎蜘蛛の挑戦!」のみ
- 製作 - テレビ東京、松竹

## 放送日程

### 第1シリーズ
- 1990年1月12日 - 3月30日、全12話。
- 最終話は本放送時にスペシャル（2時間番組）として放送されたため再放送では2話に分けて放送される。

| 各話   | 放送日        | サブタイトル                         | 脚本       | 監督     |
| ------ | ------------- | ------------------------------------ | ---------- | -------- |
| 第1話  | 1990年1月12日 | 女涙の初恋始末                       | 吉田剛     | 貞永方久 |
| 第2話  | 1月19日       | 渦吉原恋模様身請け話に泣く女         | 鴨井達比古 | 大洲斉   |
| 第3話  | 1月26日       | 爪の代金五十両                       | 和久田正明 | 大洲斉   |
| 第4話  | 2月02日       | かまいたちの牙                       | 加瀬高之   | 高瀬昌弘 |
| 第5話  | 2月09日       | 情が仇の暗闇始末                     | 高山由紀子 | 高瀬昌弘 |
| 第6話  | 2月16日       | 江戸の黒い霧けじめつけさせて貰います | 南部英夫   | 原田雄一 |
| 第7話  | 2月23日       | 女郎ぐもの罠                         | 田坂啓     | 高瀬昌弘 |
| 第8話  | 3月02日       | 恋飛脚走る                           | 加瀬高之   | 高瀬昌弘 |
| 第9話  | 3月09日       | 吉原悲話 露の情け                    | 下飯坂菊馬 | 南部英夫 |
| 第10話 | 3月16日       | おけさは遥か恋の唄                   | 田村多津夫 | 南部英夫 |
| 第11話 | 3月23日       | 取り立て無用におじゃりまする         | 和久田正明 | 原田雄一 |
| 最終話 | 3月30日       | 過去から来た女                       | 和久田正明 | 高瀬昌弘 |

### スペシャル
| 放送日       | サブタイトル          | 脚本     | 監督     |
| ------------ | --------------------- | -------- | -------- |
| 1992年4月3日 | 美しき女郎蜘蛛の挑戦! | 松平繁子 | 貞永方久 |

### 第2シリーズ
- 1993年1月8日 - 3月26日、全12話。
- 最終話は本放送時にスペシャル（2時間番組）として放送されたため再放送では2話に分けて放送される。

| 各話   | 放送日        | サブタイトル       | 脚本       | 監督       |
| ------ | ------------- | ------------------ | ---------- | ---------- |
| 第1話  | 1993年1月08日 | 吉原御法度破り！   | 田村多津夫 | 吉田啓一郎 |
| 第2話  | 1月15日       | 雨に消えたおいらん | 保利吉紀   | 吉田啓一郎 |
| 第3話  | 1月22日       | 吉原慕情           | 上條逸雄   | 高瀬昌弘   |
| 第4話  | 1月29日       | 枕さがしの罠       | 田坂啓     | 高瀬昌弘   |
| 第5話  | 2月05日       | 裏茶屋の秘密       | 渡辺善則   | 原田雄一   |
| 第6話  | 2月12日       | もう一人の付き馬屋 | 和久田正明 | 岡屋龍一   |
| 第7話  | 2月19日       | おいらん地獄       | 高山由紀子 | 原田雄一   |
| 第8話  | 2月26日       | 母恋観音を抱く悪党 | 田村多津夫 | 岡屋龍一   |
| 第9話  | 3月05日       | 女郎の夢           | 古田求     | 吉田啓一郎 |
| 第10話 | 3月12日       | 火事場泥棒         | 鈴木生朗   | 杉村六郎   |
| 第11話 | 3月19日       | 親指百両           | 藤原緋沙子 | 杉村六郎   |
| 最終話 | 3月26日       | 吉原を潰せ！       | 吉田剛     | 津島勝     |

### スペシャル
| 放送日        | サブタイトル                             | 脚本       | 監督     |
| ------------- | ---------------------------------------- | ---------- | -------- |
| 1993年10月5日 | 女の園に散る花咲く花!吉原と大奥の光と影! | 高山由紀子 | 杉村六郎 |

### 第3シリーズ
- 1995年4月10日 - 6月26日、全12話。
- 第1話は初回スペシャル（2時間45分番組）として放送されたため、再放送時は3話に分けて放送される。

| 各話   | 放送日        | サブタイトル               | 脚本       | 監督       |
| ------ | ------------- | -------------------------- | ---------- | ---------- |
| 第1話  | 1995年4月10日 | たった十日の花嫁           | 吉田剛     | 吉田啓一郎 |
| 第2話  | 4月17日       | 乳房千両                   | 渡辺善則   | 原田雄一   |
| 第3話  | 4月24日       | 吉原水鏡・涙のおいらん道中 | 田村多津夫 | 杉村六郎   |
| 第4話  | 5月01日       | 女郎になった妻             | 古田求     | 吉田啓一郎 |
| 第5話  | 5月08日       | 女の恨み取り立てます       | 鈴木生朗   | 吉田啓一郎 |
| 第6話  | 5月15日       | 忘八地獄                   | 山城新伍   | 山城新伍   |
| 第7話  | 5月22日       | 小蝶哀しや吉原夢見島       | 田村多津夫 | 杉村六郎   |
| 第8話  | 5月29日       | 悪党裁く吉原人形           | 田村多津夫 | 杉村六郎   |
| 第9話  | 6月05日       | 吉原色里忍び恋             | 鈴木生朗   | 吉田啓一郎 |
| 第10話 | 6月12日       | 仇討取り立てます           | 渡辺善則   | 吉田啓一郎 |
| 第11話 | 6月19日       | 羅生門河岸の女             | 鈴木生朗   | 杉村六郎   |
| 最終話 | 6月26日       | 悪女おえんが取り立てます   | 渡辺善則   | 吉田啓一郎 |